# Franz Weihmayr
Franz Xaver Weihmayr (né le 31 décembre 1903 à Munich, mort le 26 mai 1969 à Munich) est un directeur de la photographie allemand.

## Biographie
Il apprend la photographie auprès de son père qui tient un atelier de portraits jusqu'en 1921. Il devient directeur assistant à Union-Film à Munich et fréquente la Staatliche Fachakademie für Fotodesign München.
Un an après, il est directeur de la photographie à l'âge de vingt ans. Il reste plusieurs années à Munich avant de s'installer à Berlin. Il reçoit tout de suite sa première commande d'importance, Jeunes filles en uniforme de Leontine Sagan, en collaboration avec Reimar Kuntze.
En 1932, il réalise un film en Pologne. Deux ans plus tard, il travaille en Palestine avec Aleksander Ford pour Halutzim. Après l'arrivée des nazis au pouvoir, il travaille sur Hans Westmar puis pour Leni Riefenstahl sur La Victoire de la foi et Le Triomphe de la volonté.
Même après la guerre, Franz Weihmayr est un directeur recherché. Il travaille sur les adaptations d'Erich Kästner Petite Maman et Pünktchen und Anton (de), et d'autres comme Liebe 47 (d'après Dehors devant la porte), ainsi qu'à une biographie de Wilhelm Canaris.
Il s'est marié avec l'actrice Ada Tschechowa.

## Filmographie
- 1923 : Dieter, der Mensch unter Steinen
- 1924 : Die Galgenbraut
- 1924 : Die Schuld
- 1928 : Die nicht heiraten dürfen
- 1929 : Auf der Reeperbahn nachts um halb eins
- 1930 : Kennst du das kleine Haus am Michigansee?
- 1930 : Menschen zweiter Güte
- 1930 : Der Jäger von der Riss
- 1931 : Jeunes filles en uniforme
- 1932 : Les Hommes maudites
- 1933 : Anna und Elisabeth
- 1933 : Hans Westmar
- 1933 : La Victoire de la foi
- 1934 : Wilhelm Tell
- 1934 : Elisabeth und der Narr
- 1934 : Halutzim
- 1934 : Das verlorene Tal
- 1935 : Hermine und die sieben Aufrechten
- 1935 : Le Triomphe de la volonté
- 1935 : Wunder des Fliegens: Der Film eines deutschen Fliegers
- 1935 : Die Werft zum Grauen Hecht
- 1936 : Fährmann Maria (de)
- 1936 : Wolga-Wolga (Stjenka Rasin)
- 1936 : Moscou-Shanghai
- 1936 : Du même titre
- 1937 : La Chanson du souvenir
- 1937 : Paramatta, bagne de femmes
- 1937 : Daphne und der Diplomat
- 1937 : La Habanera
- 1938 : Yvette
- 1938 : Magda
- 1938 : En fils de soie
- 1938 : La Belle Hongroise
- 1939 : Notgemeinschaft Hinterhaus
- 1939 : Evtl. spätere Heirat nicht ausgeschlossen
- 1939 : Die Sache mit dem Hermelin
- 1939 : Das Fenster im 2. Stock
- 1939 : Pages immortelles
- 1939 : Le Chant du désert
- 1939 : Meine Tante − deine Tante
- 1940 : Marie Stuart
- 1940 : Der Kleinstadtpoet
- 1940 : L'Épreuve du temps
- 1941 : Le Chemin de la liberté (Der Weg ins Freie)
- 1942 : Un grand amour
- 1942 : Geliebte Welt
- 1943 : Le Foyer perdu
- 1943 : Die Gattin
- 1944 : Nora
- 1945 : Erzieherin gesucht
- 1947 : Jan und die Schwindlerin
- 1948 : Fahrt ins Glück
- 1948 : Wege im Zwielicht
- 1949 : Liebe 47
- 1949 : Amico
- 1949 : Wer bist du, den ich liebe?
- 1950 : Melodie des Schicksals
- 1950 : Meine Nichte Susanne
- 1950 : Petite Maman
- 1951 : Dr. Holl
- 1952 : La Dernière ordonnance
- 1952 : Zwei Menschen
- 1952 : Die große Versuchung
- 1953 : Vergiß die Liebe nicht (de)
- 1953 : Pünktchen und Anton (de)
- 1953 : Ich und Du
- 1954 : Männer im gefährlichen Alter
- 1954 : Le Diable noir
- 1954 : Unternehmen Edelweiß
- 1954 : L'Amiral Canaris
- 1956 : Le Diable en personne (Teufel in Seide) de Rolf Hansen
- 1956 : Wo der Wildbach rauscht (de)
- 1957 : Heiraten verboten (de)
- 1957 : Die Letzten werden die Ersten sein
- 1957 : ...und führe uns nicht in Versuchung
- 1958 : Résurrection
- 1958 : Nackt, wie Gott sie schuf
- 1959 : Ein Sommer, den man nie vergißt
- 1960 : Orientalische Nächte
- 1960 : ...und keiner schämte sich
- 1961 : Vertauschtes Leben
- 1962 : Der Pastor mit der Jazztrompete
- 1964 : Die drei Scheinheiligen (de)